# Välsignade alla ni kära
Välsignade alla ni kära är en psalm, skriven 1927 av Alfons Takolander. Musiken är en nordisk folkmelodi skriven 1693.

## Publicerad i
- 1937 års psalmbok som nr 148 med titelraden Välsignade varen, I kära under rubriken "Alla helgons dag".
- 1986 års psalmbok som nr 485 under rubriken "Alla helgons dag".
- Svensk psalmbok för den evangelisk-lutherska kyrkan i Finland (1986) som nr 131 under rubriken "Alla helgons dag", med annorlunda text och annan melodi än i Den svenska psalmboken.